# 8 січня
8 січня — 8-й день року в григоріанському календарі. До кінця року залишається 357 днів (358 дні — у високосні роки).

## Свята і пам'ятні дні

### Національні
- Вірменія: День донора.
- Греція: Гінайкратія.

### Релігійні

#### Західне християнство
- Пам'ять Або Тбіліського;
- Пам'ять святої Гудули;
- Пам'ять самітниці Пеги Мерсійської;
- Пам'ять святого Северина Норікського;
- Пам'ять ченця Торфіна Хамарського;
- Пам'ять Лукіана з Бове;
- Пам'ять Аполлінаріса Клавдія[en].

#### Східне християнство[1]
- Пам'ять мученика Або Тбіліського;
- Пам'ять преподобного Георгія Хозевіта і священносповідника Еміліана, єпископа Кізичного;
- Пам'ять преподобномученика Григорія, чудотворця Печерського;
- Пам'ять преподобного Григорія, самітника Печерського;
- Пам'ять преподобного Іллі Єгипетського, пустельника;
- Пам'ять мучеників Юліана, Келсія, Антонія, Анастасія, мучениць Василіси, Маріонілли, семи юнаків та 20 воїнів;
- Пам'ять священномученика Картерія, пресвітера Кесарії Каппадокійської;
- Пам'ять мученика Феофіла диякона та Елладія Лівійського;
- Пам'ять преподобної Домники Константинопольської, ігумені.

## Іменини
✝  Католицькі: Або, Аполлінаріс, Гудула, Лукіан, Пега, Северин, Торфін, Євген/Євгеній, Клавдія.
✙ Православні: Григорій, Георгій, Василина, Домна, Юліан, Антон, Анастасій,  Омелян, Ілля.

## Події
- 1198 — початок понтифікату Інокентія ІІІ (Лотаріо, граф Сеньї), 176-го Папи римського (1198—1216).
- 1297 — Франсуа Гримальді захопив Монако. Цей день вважається початком понад 700-літнього правління династії Гримальді та існування незалежної держави Монако.
- 1547 — друком вийшов Катехізис Мартінаса Мажвідаса — перша книга литовською мовою.
- 1558 — французи зайняли Кале, останнє континентальне володіння Англії у Франції.
- 1570 — Іван Грозний з опричним військом увійшов до Новгорода і почав винищення містян.
- 1656 — у нідерландському місті Гарлем вийшов перший номер газети Weeckelijcke Courante van Europa, найстарішого з періодичних видань, що нині існують (зараз виходить від назвою Гарлемський вісник).
- 1828 — заснована Демократична партія США.
- 1851 — французький фізик Леон Фуко завдяки сконструйованому ним апарата продемонстрував обертання Землі.
- 1863 — в Александрії запущено перший в Африці трамвай-конку.
- 1889 — учений Герман Голлеріт із Нью-Йорка запатентував табулюючу машину, яка була використана під час перепису населення в країні.
- 1918 — виступаючи перед членами Конгресу, Президент США Вудро Вільсон запропонував Чотирнадцять пунктів — програму мирного перевлаштування післявоєнного світу, що мала сприяти закінченню І Світової війни.
- 1919 — у с. Ясіня теперішньої Закарпатської Гуцульщини провідна коляда місцевих гуцулів «завершилася» роззброєнням угорської залоги та встановленням української Гуцульської Республіки.
- 1926 — султан Неджду Абдель-Азіз ібн Сауд коронований у Великій мечеті Мекки як король Хіджазу.
- 1957 — Боббі Фішер став чемпіоном США з шахів у віці 14 років.
- 1959 — французький генерал Шарль де Голль став першим Президентом П'ятої республіки (1958—1969).
- 1961 — французи на референдумі проголосували за надання Алжиру незалежності.
- 1976 — на засіданні міністрів країн-членів МВФ у м. Кінгстоні на Ямайці оформлена Ямайська валютна система.
- 1978 — розгоном великої антиурядової демонстрації в Кумі почалася Ісламська революція в Ірані.
- 1991 — у спробі повернути під свій контроль Литву, що проголосила незалежність у березні 1990, СРСР ввів війська у Вільнюс.
- 2004 — у Саутгемптоні відбулася церемонія «хрещення» морського суперлайнера «Queen Mary 2», найбільшого на той час у світі.
- 2020 — збиття українського Boeing 737 під Тегераном, загинуло 176 людей.

## Народились
Дивись також Категорія:Народились 8 січня
- 1589 — Іван Гундулич, хорватський поет і політичний діяч. Один з найбільших представників дубровницької літератури.
- 1824 — Вілкі Коллінз, англійський письменник («Місячний камінь», «Жінка в білому»).
- 1836 — Лоуренс Альма-Тадема, нідерландський і британський художник.
- 1859 — Степан Смаль-Стоцький, український мовознавець і педагог, літературознавець (один із перших теоретиків українського віршування) (або 9 січня)
- 1879 — Степан Васильченко, український письменник («Мужицька арихметика», «Окопний щоденник», «Чарівниця», «Минають дні», «В бур'янах»).
- 1888 — Гнат Юра, український актор і режисер.
- 1891 — Броніслава Ніжинська, всесвітньовідома артистка балету, балетмейстер, хореограф і балетний педагог. Молодша сестра видатного танцівника Вацлава Ніжинського.
- 1922 — Осип Величко, український різьбяр і педагог.
- 1935 — Василь Симоненко, український поет («Лебеді материнства», «Ти знаєш, що ти людина?», «Україні»), журналіст, один з активістів руху «шістдесятників».
- 1935 — Елвіс Преслі, визначний американський співак («That's All Right», «Mystery Train», «All Shook Up», «Love Me Tender», «Suspicious Minds») і актор («Блакитні Гаваї»).
- 1942 — Стівен Гокінг, видатний британський фізик-теоретик, член Британського наукового Королівського товариства та Академії наук США.[2]
- 1947 — Девід Боуї, британський рок-музикант, співак, продюсер, аудіоінженер, композитор, художник, актор.
- 1969 — Валентина Цербе-Несіна, українська біатлоністка, перша олімпійська медалістка незалежної України.
- 1975 — Олена Грушина, українська фігуристка.
- 1988 — Ярослав Джусь, український бандурист, композитор, аранжувальник, ді-джей, лауреат багатьох всеукраїнських та міжнародних конкурсів[3], півфіналіст та володар призу глядацьких симпатій головного шоу країни «Україна має талант-2», засновник гурту «Шпилясті кобзарі».
- 1999 — Дам'яно Давід, вокаліст італійської рок-групи Måneskin.
- 2000 — Валерій Самофалов, військовослужбовець Збройних сил України, учасник російсько-української війни. Герой України.

## Померли
Дивись також Категорія:Померли 8 січня
- 1324 — Марко Поло, венеційський купець і мандрівник, автор «Книг чудес світу».
- 1337 — Джотто ді Бондоне, італійський маляр.
- 1642 — Галілео Галілей, італійський мислитель, засновник класичної механіки, фізик, астроном, математик, поет і літературний критик.
- 1775 — Джон Баскервіль, англійський друкар і видавець, творець шрифтів нового стилю, що мають його ім'я (нар. 1706).
- 1896 — Поль Верлен, французький поет, один з основоположників літературного імпресіонізму і символізму.
- 1921 — Леонід Позен, український скульптор-передвижник.
- 1938 — Микола Любинський, український мовознавець, політичний діяч, міністр закордонних справ УНР (розстріляний в урочищі Сандармох).
- 1941 — Роберт Бейден-Поуелл, засновник скаутського руху.
- 1965 — Володимир Сосюра, український письменник, поет-лірик.